# Boks na Igrzyskach Afrykańskich 1991
Wyniki zawodów bokserskich, które rozgrywane były od 20 września do 1 października 1991 r. Igrzyska miały miejsce w egipskim mieście Kair.

## Medaliści
| Kategoria wagowa               | Złoto             | Srebro               | Brąz                            |
| Waga papierowa (-48 kg)        | Stephen Ahialey   | Anicet Rasoanaivo    | Stefen Kamau Mohamed Hayoune    |
| Waga musza (-51 kg)            | Moustafa Esmail   | Moses Malagu         | Alexander Baba Yacine Ninej     |
| Waga kogucia (-54 kg)          | Fred Muteweta     | Slimane Zengli       | Joseph Chongo Mohamed Sabo      |
| Waga piórkowa (-57 kg)         | Husajn Sultani    | Haritora Rapotamanga | Moses Odion Steven Chungu       |
| Waga lekka (-60 kg)            | Felix Bwalya      | Haji Matumla         | Solomon Tadesse Emil Rizk       |
| Waga super-lekka (-63,5 kg)    | Moses James       | Godfrey Wakaabu      | Daniel Fulanse Dan Seydou       |
| Waga półśrednia (-67 kg)       | Harry Simon       | Tajudeen Sabitu      | Hakim Kouli Francisco Moniz     |
| Waga super-półśrednia (-71 kg) | Kabary Salem      | Joseph Marva         | David Defiagbon Kenneth Rashing |
| Waga średnia (-75 kg)          | Makoye Isangura   | Ahmed Dine           | Mohamed Siluvangi Sharp Muroni  |
| Waga półciężka (-81 kg)        | Jacklord Jacobs   | Paulo Maaselbe       | Roland Raforme France Mabiletsa |
| Waga ciężka (-91 kg)           | David Izonritei   | Joseph Akhasamba     | Robert Jean Mohamed Ibrahim     |
| Waga superciężka (+91 kg)      | Richard Igbineghu | Liadi Al-Hassan      | Ayman Abdelbasset ?             |